# Qaranqū (ort i Iran)
Qaranqū (persiska: قَرانگو, قرنقو, Qarāngū, قَرَنقو, غَرَنغُّ, قَرانكو) är en ort i Iran.   Den ligger i provinsen Västazarbaijan, i den nordvästra delen av landet, 700 km nordväst om huvudstaden Teheran. Qaranqū ligger 1 854 meter över havet och antalet invånare är 538.
Terrängen runt Qaranqū är kuperad åt sydväst, men åt nordost är den bergig. Runt Qaranqū är det ganska glesbefolkat, med 39 invånare per kvadratkilometer. Närmaste större samhälle är Bāsh Kahrīz, 16,2 km öster om Qaranqū. Trakten runt Qaranqū består i huvudsak av gräsmarker.